# 君を探して (ネプチューンの曲)
『君を探して』（きみをさがして）は、ネプチューンが歌手としてのデビュー・シングル。1998年11月6日発売。

## 概要
「君を探して」は、恋愛バラエティ番組『恋のチューンネップ』（日本テレビ系列・広島テレビ放送制作）のエンディングテーマとして採用。
2曲揃って、ホフディランのボーカル&キーボード担当・小宮山雄飛が作詞・作曲を手掛けている。「君を探して」の歌詞の一節には、ホフディランの楽曲「欲望」と同じフレーズが使われている。
また、ゆず（北川悠仁・岩沢厚治）が2曲共にコーラスで参加している。
さらに、アレンジを制作したJUN SKY WALKER(S)のベース担当・寺岡呼人は、当時からゆずのプロデューサーも務めている。

## 収録曲
- 全作詞・作曲：小宮山雄飛／編曲：寺岡呼人

1. 君を探して
2. マイウェイ
3. 君を探して（Instrumental）